# Huis voor beeldcultuur

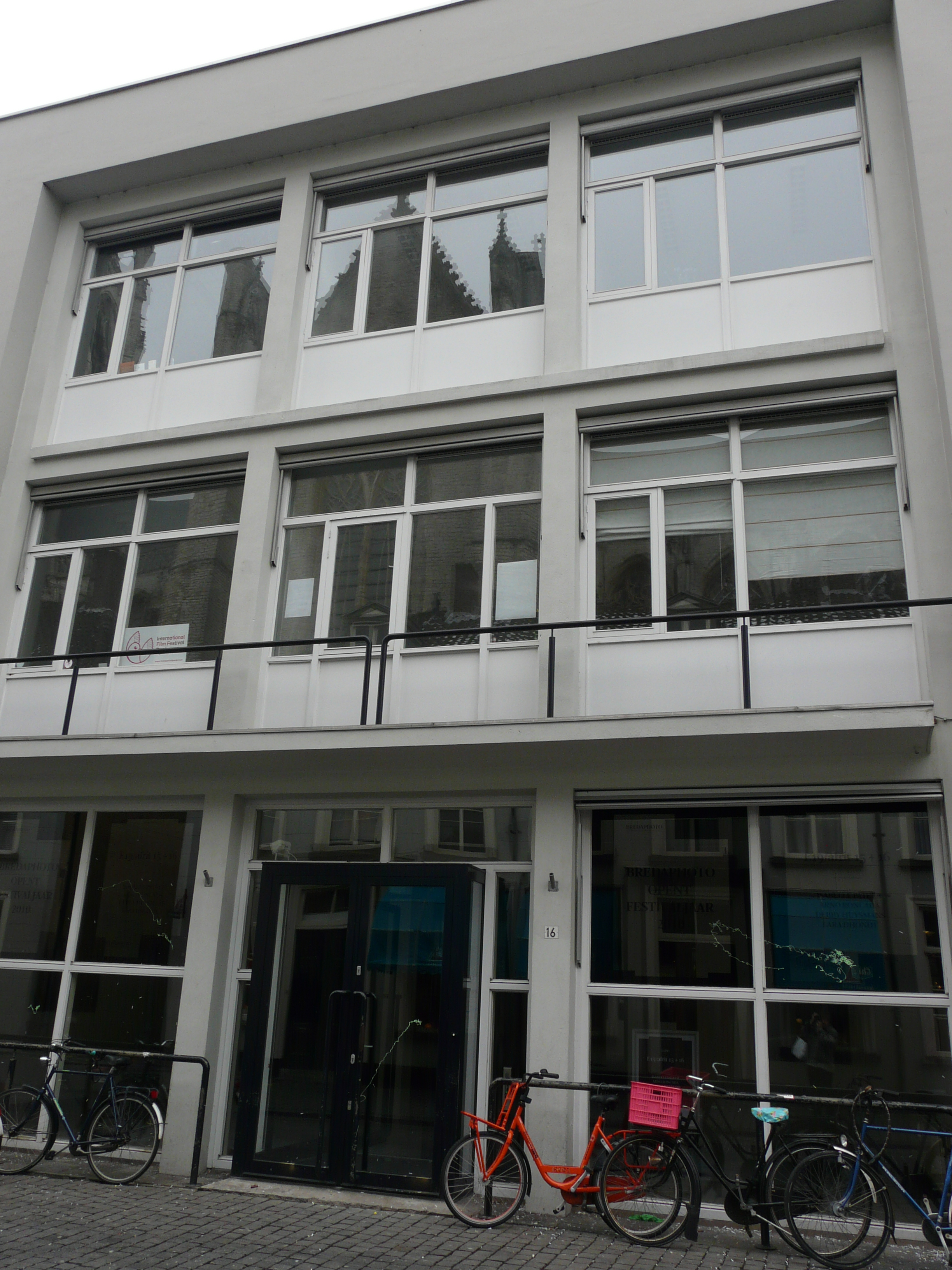
Huis voor beeldcultuur

Huis voor beeldcultuur voorheen Gebouw C was een kunst -en cultuurinstelling gevestigd in de Reigerstraat te Breda. Het werd op 2 december 2011 officieel geopend met als doel de beeldcultuursector in Breda te versterken. In 2014 stopte het Huis voor beeldcultuur ermee om financiële redenen.
In het pand was een centrum voor beeldcultuur gevestigd met wisselende activiteiten. Gebruikers waren onder meer Breda Photo en het International Film Festival Breda. Ook Gebouw F, het Bredase centrum voor architectuur, stedenbouw en landschap werd in het gebouw ondergebracht.
In 2012 kreeg ook de Kunstenaars Ontmoetings Plaats (KOP) een plek in het Huis voor beeldcultuur.